# Eisenbahnunfall von Khanna
Bei dem Eisenbahnunfall von Khanna am 26. November 1998 entgleiste zunächst ein Teil eines Schnellzugs. In die entgleisten Wagen fuhr ein entgegenkommender zweiter Schnellzug hinein. Weit mehr als 200 Menschen starben.

## Ausgangslage
Der Golden Temple Express, Zug Nr. 2903, war mit 16 Wagen auf seiner Fahrt von Mumbai nach Amritsar zwischen den Bahnhöfen Khanna (Punjab) und Chawapail auf der zweigleisigen Bahnstrecke nach Ludhiana unterwegs. Die Strecke gehört zum Netz der Northern Railway Zone der Indian Railways.
In der Gegenrichtung verkehrte der Schnellzug Nr. 3152, der Jammu Tawi-Sealdah Express, von Jammu nach Kalkutta. In beiden Zügen zusammen befanden sich etwa 2.500 Reisende.

## Unfallhergang
Aufgrund eines Schienenbruchs entgleisten kurz vor 3:15 Uhr die letzten 10 Wagen des Frontier Golden Temple Mail, sechs davon ragten anschließend in das Lichtraumprofil des Gleises der Gegenrichtung. Der vordere Zugteil kam erst 3 km weiter zum Stehen. Die Lokomotivführer des Zuges und des entgegenkommenden Jammu Tawi-Sealdah Express grüßten sich bei der Zugbegegnung noch. Kurz darauf traf letzterer an der Unfallstelle ein und dessen Diesellokomotive fuhr in voller Streckengeschwindigkeit in die entgleisten Wagen hinein. Lokomotivführer und Beimann kamen ums Leben.

## Folgen
Mindestens 209 Menschen starben, über 250 wurden verletzt.

## Weiter wissenswert
Der Frontier Golden Temple Mail erlitt am 15. Mai 2003 einen weiteren schweren Unfall, als nahe der Stadt Ludhiana drei Schlafwagen ausbrannten, wobei 38 Menschen starben.